# Sint-Odakapel (Venray)

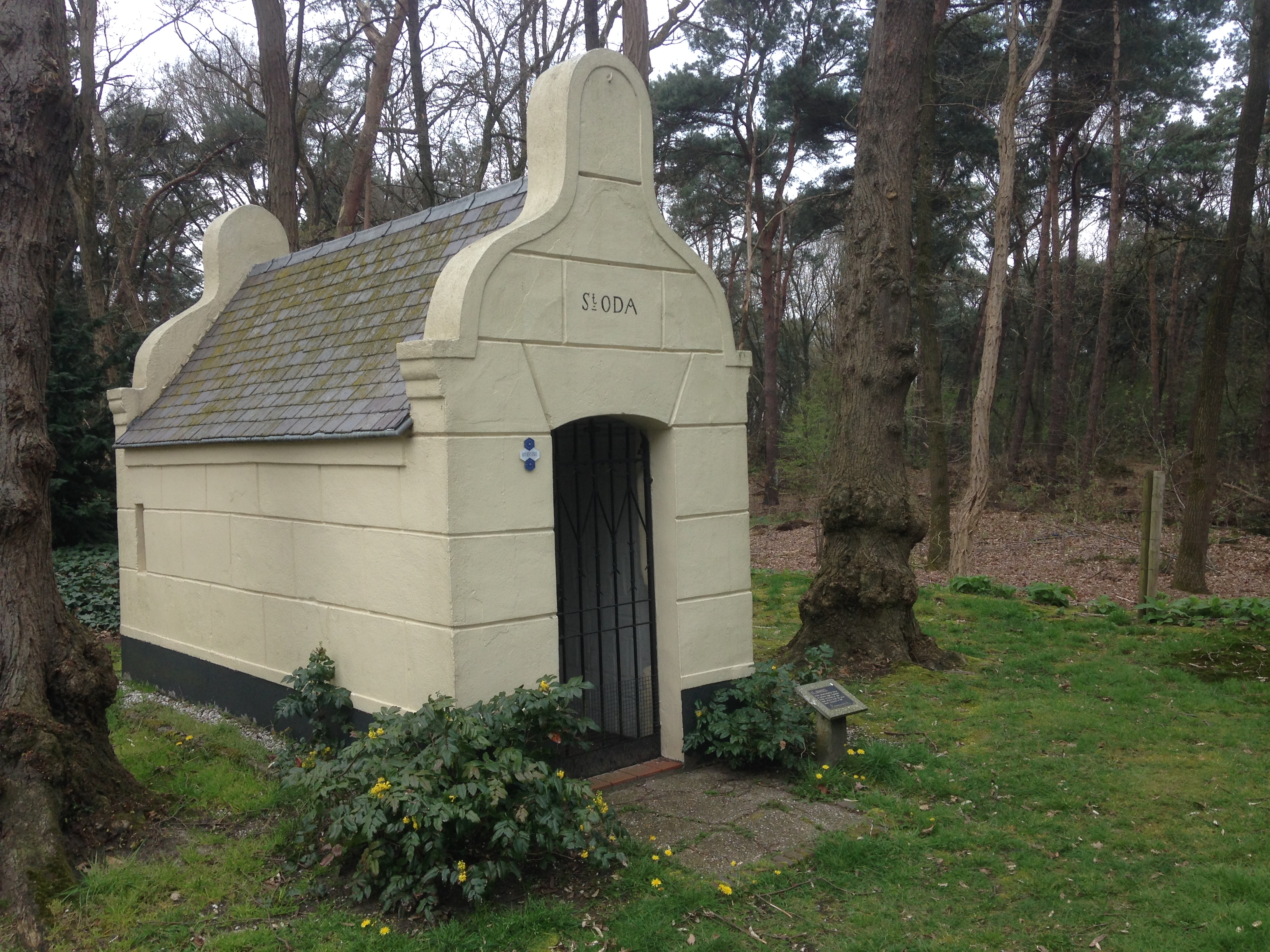
De Sint-Odakapel

De Sint-Odakapel is een veldkapel in Venray in de Nederlands Noord-Limburgse gemeente Venray. De kapel staat aan de westkant van Venray aan de Hoenderstraat 97.
De kapel is gewijd aan de heilige Oda van Brabant.

## Geschiedenis
In 1490 werd de kapel voor het eerst vermeld. Deze kapel is gebouwd op de plaats waar de heilige Oda van Brabant gebeden zou hebben voor ze Venray verliet.
In het begin van de 20e eeuw werd de kapel met de helft verlengd aan de ingangszijde.
In 1976 werd het 16e-eeuwse Sint-Odabeeld gestolen, maar korte tijd later in een jutezak in een treincoupé werd teruggevonden.
In 1982 werd de kapel gerestaureerd.

## Bouwwerk
De mergelstenen kapel is wit geschilderd met olijfkleurig basement, staat op een rechthoekig plattegrond en wordt gedekt door een verzonken zadeldak met leien. Ter hoogte van de achtergevel is in de beide zijgevels elk een smal rechthoekig venster aangebracht. De frontgevel en achtergevel zijn klokvormig en hebben een verbrede aanzet. In de frontgevel bevindt zich de segmentboogvormige toegang doe wordt afgesloten met smeedijzeren draaihek. Boven de ingang is in zwarte letters de tekst St. ODA geschilderd.
Van binnen is de kapel wit geschilderd en wordt ze overdekt door een tongewelf. In de kapel is halverwege de ruimte een hek geplaatst. Op de achterwand is een console aangebracht waarop het beeld van de heilige staat. Het originele 16e-eeuwse Sint-Odabeeld staat in de Sint-Petrus' Bandenkerk en in de kapel staat er een kopie van het origineel, vervaardigd door Piet Clephas.